# Ленстра, Арьен
Арьен Ленстра (нидерл. Arjen Klaas Lenstra) (род. 1956, Гронинген) — голландский математик, криптоаналитик.
Арьен Ленстра занимается разработкой эффективных криптографических алгоритмов (XTR, VSH), разработкой и реализацией криптоанализа асимметричных шифров (Квадратное решето) и оценкой стойкости криптографических систем.

## Биография
Ленстра стал профессором математических и компьютерных наук в 1984 при Университете Амстердама (Нидерланды). После этого посещал профессора компьютерных наук департамента Университета Чикаго до тех пор, пока не присоединился к исследованиям компании Bell Labs в городе Morristown (New Jersey) в 1989.
В 1996 Ленстра стал вице-президентом корпоративных технологий Citibank (Нью-Йорк), а в 2002 корпоративной информационной безопасности Citigroup (Нью-Йорк). С 2004 по 2006 Ленстра был выдающимся сотрудником Lucent Technologies' Bell Laboratories в Murray Hill (New Jersey). Кроме того, с 2000 по 2006 он преподает криптографию в техническом университете Eindhoven (Нидерланды).
В январе 2006 он присоединяется к школе компьютерных и коммуникационных наук института EPFL. Ленстра — член коллегии IACR (Международная Ассоцияция Криптографических Исследований) и получает две награды: 2008 RSA Award — за выдающиеся достижения в области математики и EPFL General Student Association 2008 Best Teaching Award — в области компьютерных и коммуникационных наук.

## Основные публикации
- Factoring polynomials with rational coefficients, A.K. Lenstra, H.W. Lenstra, L. Lovasz, Mathematische Annalen 261 (1982), 515—534
- The factorization of the ninth Fermat number, A.K. Lenstra, H.W. Lenstra, M.S. Manasse, J.M. Pollard, Math. Comp. 61 (1993), 319—349.
- The development of the number field sieve, A.K. Lenstra, H.W. Lenstra (editors), Springer-Verlag LNM 1554, August 1993
- Selecting cryptographic key sizes, A.K. Lenstra, E.R. Verheul, J. of Cryptology 14 (2001), 255—293.
- The XTR public key system, A.K. Lenstra, E.R. Verheul, Proceedings Crypto 2000, Springer-Verlag LNCS 1880, 1-19.
- Implementation of a new primality test, H, Cohen, A.K. Lenstra, Math. Comp. 48 (1987), 103—121.
- Factoring by electronic mail, A.K. Lenstra, M.S. Manasse, proceedings Eurocrypt’89, Springer-Verlag LNCS 434 (1990), 355—371.
- Factoring with two large primes, A.K. Lenstra, M.S. Manasse, Math. Comp. 63 (1994) 785—798.
- The number field sieve, A.K. Lenstra, H.W. Lenstra, M.S. Manasse, J.M. Pollard, Proceedings STOC 1990, 564—572.
- Algorithms in number theory, A.K. Lenstra, H.W. Lenstra, Handbook of theoretical computer science, Volume A, Algorithms and complexity (J. van Leeuwen ed.), Elsevier, Amsterdam, 1990, 673—715.
- Lattice sieving and trial division, R. Golliver, A.K. Lenstra, K. McCurley, Proceedings ANTS’94, Springer-verlag LNCS 877 (1994), 18-27.
- THE MAGIC WORDS ARE SQUEAMISH OSSIFRAGE, D. Atkins, M. Graff, A.K. Lenstra, P.C. Leyland, Proceedings Asiacrypt’94, Springer-Verlag LNCS 917 (1995), 263—277.
- Using cyclotomic polynomials to construct efficient discrete logarithm cryptosystems over finite fields, A.K. Lenstra, Proceedings ACISP’97, Springer-Verlag LNCS 1270 (1997), 127—138.
- Factoring a 512-bit RSA modulus, S. Cavallar, B, Dodson, A.K. Lenstra, P. Leyland, P.L Montgomery, B. Murphy, H. te Riele, P. Zimmermann, et al., Proceedings Eurocrypt 2000, Springer-Verlag LNCS 1807, 1-18.
- Unbelievable security; matching AES security using public key systems, A.K. Lenstra, Proceedings Asiacrypt 2001, Springer-Verlag LNCS 2248, 67-86.
- Information security risk assessment, aggregation, and mitigation, A.K. Lenstra, T. Voss, Proceedings ACISP 2004, Springer-Verlag LNCS 3108, 391—401
- Stevens M., Lenstra A. K., Weger B. d. Chosen-prefix collisions for MD5 and applications (англ.) // International Journal of Applied Cryptography — Inderscience Publishers, 2012. — Vol. 2, Iss. 4. — P. 322—359. — ISSN 1753-0563; 1753-0571 — doi:10.1504/IJACT.2012.048084

## Текущие работы
- Number Field Sieve (NFS): улучшение алгоритмов и улучшение вычислений
- Very Smooth Hash VSH: улучшение алгоритмов, используя дискретные логарифмы в мультипликативных группах бесконечных полей и групп эллиптических кривых.
- Коллизии выбора префикса MD5 и другие хеш-алгоритмы